# Poef, de draak van Schokland
Poef, de draak van Schokland is een hoorspel van Marianne Colijn, waarmee ze de eerste prijs won in een NOS/BRT luisterspelwedstrijd. De NCRV zond het uit op maandag 3 april 1967. De regisseur was Ab van Eyk. De uitzending duurde 40 minuten.

## Rolbezetting
- Joke Hagelen (meisjesstem)
- Rob Geraerds (draak & de dominee van Urk)
- Willy Ruys (de dominee van Schokland)
- Corry van der Linden (Mathilde)
- Donald de Marcas (dominee Rockanje)
- Paul van der Lek (Dr. Pruim)
- Piet Ekel (Joris Pluvier)

## Inhoud
De dominee van Urk, die zou in Schokland preken, maar door het bulderen van de storm was hij zijn tekst vergeten. Hij zat in een vliegende storm op de Zuiderzee, duisternis, woedende golven en geen hand voor ogen te zien, stortzeeën over zijn oliejas, zout water in zijn gezicht en op zijn handen, uren en uren, en ten slotte de aankomst in de haven, druipnat en verkleumd. Warmte, vuur, droge kleren, hete anijsmelk en dan met een kaarsje naar bed, de preek voor de volgende dag onder het kussen… Was het zo? Wie zal het zeggen? Misschien weet Poef, de draak van Schokland het. De dominee van Schokland leed aan kwade koortsen, bepaald duivelse koortsen, want ze overvielen hem altijd ‘s vrijdags, waren ‘s zaterdags en ‘s zondags het ergst en verlieten hem ‘s maandags weer. De magere hulpprediker nam al tijden lang de diensten waar. Hij preekte en zwoegde en werd hoe langer hoe magerder. Dat was een slecht teken, zei de dokter. En dan was er nog de domineesdochter, Mathilde, slank en blond en heel kuis. Op een dag, honderd jaar geleden, een najaarsdag op Schokland, staat ze voor het raam en ziet uit over de dreigende zee. Zo begint dit sprookjesachtige hoorspel…